# كزافييه ديليسل
كزافييه ديليسل هو لاعب هوكي الجليد كندي، ولد في 24 مايو 1977 في مدينة كيبك في كندا.

## وصلات خارجية
- كزافييه ديليسل على موقع دوري الهوكي الوطني (الإنجليزية)
- كزافييه ديليسل على موقع EliteProspects.com (الإنجليزية)
- كزافييه ديليسل على موقع HockeyDB.com (الإنجليزية)
- كزافييه ديليسل على موقع Hockey-Reference.com (الإنجليزية)